# Linka bezpečí (spolek)
Zapsaný spolek Linka bezpečí byl založen za účelem pomoci dětem a mladým lidem nejen v jejich obtížných životních situacích, ale i při jejich každodenních starostech a problémech. Spolek je akreditován v rámci systému sociálně-právní ochrany dětí v České republice a dále je členem celosvětové asociace dětských linek důvěry Child Helpline International.

## Popis činnosti
Linka bezpečí, z.s. (LB) zajišťuje pomoc a ochranu dětem a mladým lidem v tíživých či krizových životních situacích prostřednictvím svých odborných pracovišť, zejména prostřednictvím celostátní Linky bezpečí. Dále zajišťuje pořádání kurzů, školení a dalších vzdělávacích akcí, včetně lektorské činnosti a realizuje publikační činnost za účelem propagace ochrany dětí a mládeže.

## Zajišťované služby
K naplňování poslání LB slouží následující linky krizové intervence, které sdružení provozuje:
- Linka bezpečí – 116 111
- Rodičovská linka – 606 021 021
- E-mailová poradna – pomoc@linkabezpeci.cz, pomoc@rodicovskalinka.cz
- Chat Linky bezpečí[2]
- Chat Rodičovské linky[3]

Další projekty:
- Linka bezpečí ve vaší třídě
- Pomoc online – internetová linka pomoci (HELPLINE)

### E-mailová poradna Linky bezpečí
Děti a dospívající, kteří nemají možnost využít telefonu, ale mají přístup k internetu, se mohou na Linku bezpečí obrátit přes e-mail a konzultovat zde svoje problémy. Tuto možnost mohou využít i české děti, které žijí s rodiči v zahraničí, případně děti se sluchovou vadou či vadou řeči. Odborníci z Linky bezpečí odpovídají na dotazy v nejkratším možném termínu, zpravidla do 3 pracovních dnů.

### Chat Linky bezpečí
Linka je otevřena každý den (od pondělí do neděle) vždy od 15 do 19 hodin a o víkendech ještě navíc v čase od 9 do 13 hodin.
Délka chatu pro jednoho klienta v jeden den je nejdéle 1 hodinu a 30 minut. I když se zaměstnanec na chatu rozloučí, může klient kdykoliv zavolat na bezplatné číslo Linky bezpečí – 116 111.

### Linka bezpečí ve vaší třídě
V roce 2011 vznikl projekt, díky kterému se potenciální klienti mohou s Linkou bezpečí seznámit tváří v tvář. Tým odborných lektorů pořádá dvouhodinový interaktivní program pro žáky základních škol a víceletých gymnázií, jenž probíhá přímo v jejich třídách. Děti a dospívající se tak bezprostředně dozvídají o možnostech řešení jejich nejčastějších problémů i o místech, kam se s nimi mohou obrátit, včetně Linky bezpečí.

### Pomoc online – internetová linka pomoci (HELPLINE)
Sdružení Linka bezpečí poskytuje poradenství dětem, dospívajícím a jejich rodičům, kteří se na internetu či prostřednictvím nových technologií setkají se zneklidňujícím nebo nevhodným obsahem. Pomoc je zajišťována v rámci projektu Safer Internet CZ SIC, jež spolufinancuje Evropská komise. Helpline a Safer Internet CZ SIC jsou součástí celoevropské sítě národních osvětových center bezpečnějšího internetu INSAFE. www.pomoconline.cz

## Historie
Sdružení Linka bezpečí dětí a mládeže vzniklo v roce 1994 jako neziskové občanské sdružení. Toto sdružení si klade za cíl zajišťování pomoci a ochrany dětem a mladistvým, kteří se ocitli v tíživých nebo krizových životních situacích. Linka bezpečí – linka telefonické krizové intervence – vznikla nedlouho po založení sdružení podle vzoru britské Child Line. Od počátku byla hlavním partnerem Nadace Naše dítě, v roce 2004 se však SLB od této nadace oddělilo. Nadace Naše dítě pak působila jako generální partner až do roku 2009. V roce 2008 došlo k přečíslování bezplatné telefonní Linky bezpečí na celoevropské číslo 116 111.

## Rozpočet
Rozpočet Linky bezpečí činí ročně zhruba 22 miliónů korun a z naprosté většiny slouží k zajištění bezplatných služeb LB pro děti, mládež i dospělé. Zhruba polovinou přispívá do rozpočtu LB Ministerstvo práce a sociálních věcí. Zbytek získává z dotací, grantů a darů firem i jednotlivců.

## Tým a orgány
LB zaměstnává 15 kmenových zaměstnanců, 12 intervizorů (vedoucí směny) a okolo 100 konzultantů, kteří se ve směnách střídají na linkách telefonické krizové intervence. Konzultanti na Lince bezpečí musí projít všeobecným výcvikem v telefonické krizové intervenci v rozsahu 150 hodin. 

Orgány LB jsou představenstvo, dozorčí rada a členská základna.

## Partneři LB
- Generálními partnery LB jsou: Nadace O2 a ČSOB Poštovní spořitelna.